# Đài phát thanh - truyền hình Belarus
Công ty truyền hình và phát thanh Nhà nước Cộng hòa Belarus (tiếng Belarus: Нацыянальная дзяржаўная тэлерадыёкампанія Рэспублікі Беларусь, viết tắt: Belteleradio, BTRC) là tên gọi hãng truyền thông công cộng có quy mô lớn nhất Belarus.

## Tranh cãi

### Tuyên truyền quá nhiều
Các chuyên gia quốc tế và phe đối lập Belarus gọi kênh truyền hình này là một trong những công cụ tuyên truyền tổng thống Alexander Lukashenko. Ngoài ra, kênh này đang bị cáo buộc thông tin sai lệch, ủng hộ đàn áp chính trị và gian lận bầu cử.